# طقس العرب
شركة طقس العرب (بالإنجليزية: ArabiaWeather)‏ هي شركة طقس و‌أرصاد جوية مقرها في مدينة عمان، الأردن تقدّم خدمات الطقس لجميع البلدان العربية وآلاف المدن والمواقع.

## تاريخ
تأسست شركة طقس العرب في العام 2010 بواسطة محمد الشاكر، وذلك بعد نجاح موقع طقس الأردن الذي أطلقه الشاكر في العام 2006، اعتمدت الشركة اسم طقس العرب – ArabiaWeather في عام 2010 لتلبية الطلب المتزايد على الخدمة في المنطقة العربية. وفي عام 2012، فاز الشاكر بجائزة إرنست و يونغ الأردن لرواد الأعمال تحت فئة «الريادي الواعد».
اختارت شركة جوجل تطبيق طقس العرب من ضمن «أفضل التطبيقات على متجر جوجل» للعام 2017، على مستوى العالم من ضمن تطبيقات المُساعدة للحياة اليومية.

## نبذة عن الشركة
بدأت بداية طقس العرب في عام 2006، في حين كان مؤسسه لا يزال في المدرسة الثانوية، وأطلقهُ تحت اسم «طقس الأردن» لرصد الأحوال الجوية المحلية. في ذلك الوقت، كانت معظم محطات الرصد الجوي الأخرى تتلقى معلوماتها من الأقمار الصناعية العالمية، إلا أنه تم اعتباره «المصدر الأول للطقس في الأردن»، وحصل على دعوات لتقديم النشرات الجوية في العديد من البرامج الإذاعية في الأردن ومحطات التلفزيون. في عام 2010 أعيد إطلاق الموقع ليصبح «طقس العرب - ArabiaWeather»، وأصبحت منصة تزود معلومات الطقس في مختلف أنحاء المنطقة.
عندما أنهى مؤسس الموقع دراستهُ الثانوية، لم يكن هناك أي تخصصات في الجامعات الأردنية تركز على الأرصاد الجوية، لذلك قرر دراسة الصيدلة. ولمواكبة اهتماماته، بحث خارج الأردن واكتشف مكتب الأرصاد في المملكة المتحدة، حيث حصل على شهادتين في التنبؤات المتقدمة والأرصاد الجوية للطيران، إضافةً لاستكماله لدرجة الصيدلة.
طقس العرب يجمع البيانات من محطات الرصد الجوي المحلية، وله اتصال مباشر مع الأقمار الصناعية التي تغطي العالم العربي. ثم يقوم فريقه بترجمة معلومات الطقس المستلمة عن طريق خوارزميات خاصة بهم، لتوليد توقعات دقيقة وفقا للتضاريس والمناخ.
أصبح طقس العرب المصدر الأساسي للطقس في العديد من محطات التلفزيون والراديو بالإضافة إلى بعض الصحف ومواقع الإنترنت، بالإضافة إلى خدمات التنبؤ بالطقس، يقوم طقس العرب بإنتاج معلومات وأخبار ذات صلة بالعلوم والطبيعة.

## المنتجات والخدمات
1. توقعات وأخبار الطقس، وتوقعات الطقس ساعة بساعة، 14 يوم.
2. إطلاق ميزة بالطقس تربط أنشطة الحياة الفردية والظروف المناخية بما في ذلك الحالة الصحية، الطقس والسفر، الطقس والمناسبات، الأنشطة الخارجية، والأنشطة الرياضية.
3. صور مباشرة من الأقمار الصناعية.
4. خرائط ثلاثية الأبعاد.
5. قناة إلكترونية خاصة بالطقس، تطبيقات على الهواتف الذكية.
6. توقعات النماذج العددية.

## وصلات خارجية
- ArabiaWeather.com الموقع الإلكتروني
- IOS
- Android